# Karin Östring Bergman
Karin Marina Östring Bergman, född 26 juli 1971 i Ekeby församling i Malmöhus län, är en svensk centerpartistisk politiker som ersatte Anders Flanking som riksdagsledamot från den 21 oktober till den 20 december 2013 samt från den 3 mars till den 3 april 2014. Hon var invald för Göteborgs kommuns valkrets.